# Frankfort (Kentucky)
Frankfort je hlavní město amerického státu Kentucky a okresní město Franklin County. Podle sčítání lidu měl v roce 2010 25 527 obyvatel — je to tedy 5. nejméně obydlené hlavní město v USA.

## Demografie
Podle sčítání lidu z roku 2010 zde žilo 25 527 obyvatel. Podle sčítání lidu v roce 2000 ve městě sídlilo 27 741 obyvatel, 12 314 domácností a 6 945 rodin. Hustota zalidnění byla 721,1 obyvatel/km².

### Rasové složení
- 77,1% Bílí Američané
- 16,5% Afroameričané
- 0,3% Američtí indiáni
- 1,4% Asijští Američané
- 0,0% Pacifičtí ostrované
- 1,8% Jiná rasa
- 2,9% Dvě nebo více ras

Obyvatelé hispánského nebo latinskoamerického původu, bez ohledu na rasu, tvořili 3,8% populace.

### Věk
- <18 let – 21,6 %
- 18—24 let – 11,7 %
- 25—44 let – 30,3 %
- 45—64 let – 22,4 %
- >64 let – 14 %
- průměrný věk – 36 let

## Osobnosti města
- Daniel Weisiger Adams (1821 – 1872), právník a brigádní generál konfederační armády během Americké občanské války

## Partnerská města
- San Pedro de Macorís, Dominikánská republika